# BMX-Rennsport-Weltmeisterschaften 2016

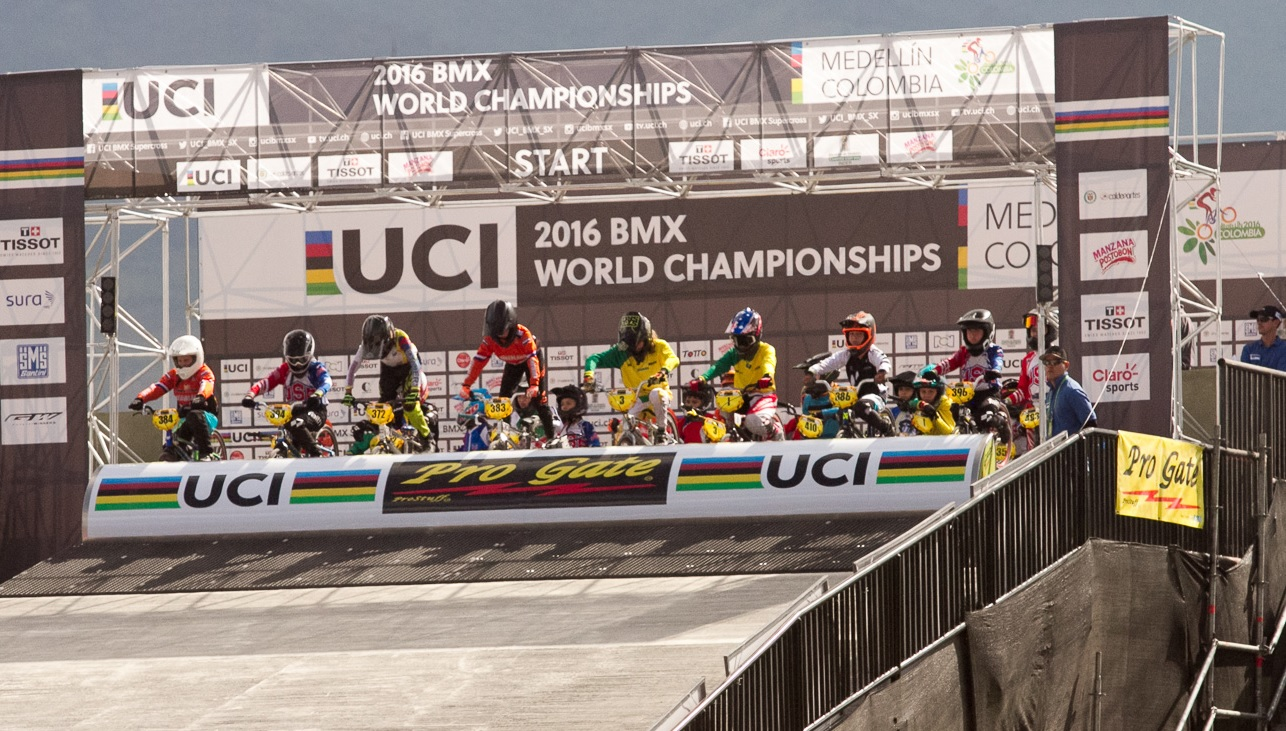
Start eines Rennens während der Weltmeisterschaften

Die BMX-Rennsport-Weltmeisterschaften 2016 fanden am 28. und 29. Mai im kolumbianischen Medellín statt. Schauplatz war die kurz zuvor eingeweihte und nach der kolumbianischen Olympiasiegerin von 2012 benannte Pista de Supercross BMX Mariana Pajón. 39 Nationen beteiligten sich an den Wettkämpfen.

## Programm
Vom 25. bis 27. Mai lief zunächst die BMX Racing World Challenge für die Leistungsklassen Challenge und Masters ab, danach die eigentlichen Weltmeisterschaften der Championship-Klasse. Am 28. Mai wurde das BMX-Zeitfahren ausgetragen, am 29. Mai das BMX-Rennen. Es war das letzte Mal, dass Weltmeister im Zeitfahren ermittelt wurden, ab 2017 verschwand dieser Wettbewerb aus dem Programm.

## Ergebnisse

### Frauen Elite
Es gab 35 Fahrerinnen aus 21 Nationen. Mariana Pajón gewann vor Heimpublikum und auf der nach ihr benannten Strecke ihren dritten Weltmeistertitel. Alise Post kam Pajón am nächsten, beging jedoch auf der letzten Geraden einen Fehler und musste noch Caroline Buchanan an sich vorbeilassen.
| Platz | Name                 | Zeit      |
| ----- | -------------------- | --------- |
| 1     | Mariana Pajón        | 41,385 s  |
| 2     | Caroline Buchanan    | + 0,927 s |
| 3     | Alise Post           | + 1,476 s |
| 4     | Manon Valentino      | + 2,282 s |
| 5     | Jaroslawa Bondarenko | + 2,518 s |
| 6     | Merle van Benthem    | + 3,430 s |
| 7     | Stefany Hernández    | + 4,796 s |
| 8     | Melinda McLeod       | + 6,391 s |

| Platz | Name                | Zeit      |
| ----- | ------------------- | --------- |
| 1     | Caroline Buchanan   | 41,641 s  |
| 2     | Laura Smulders      | + 0,301 s |
| 3     | Mariana Pajón       | + 0,342 s |
| 4     | Alise Post          | + 0,649 s |
| 5     | Lauren Reynolds     | + 1,798 s |
| 6     | Elke Vanhoof        | + 1,816 s |
| 7     | María Gabriela Díaz | + 2,490 s |
| 8     | Magalie Pottier     | + 2,635 s |

### Männer Elite
Es gab 88 Starter aus 36 Nationen. Im Finale konnte Joris Daudet aufgrund seiner schnelleren Halbfinalzeit die Innenbahn wählen und nutzte diesen Vorteil, um sich gegen Titelverteidiger Niek Kimmann durchzusetzen. Für Daudet war es nach 2011 der zweite WM-Titel.
| Platz | Name            | Zeit       |
| ----- | --------------- | ---------- |
| 1     | Joris Daudet    | 36,737 s   |
| 2     | Niek Kimmann    | + 0,048 s  |
| 3     | Nicholas Long   | + 1,643 s  |
| 4     | Jérémy Rencurel | + 2,243 s  |
| 5     | Edžus Treimanis | + 2,574 s  |
| 6     | Twan van Gendt  | + 2,851 s  |
| 7     | Amidou Mir      | + 3,671 s  |
| 8     | Carlos Ramírez  | + 42,168 s |

| Platz | Name             | Zeit      |
| ----- | ---------------- | --------- |
| 1     | Niek Kimmann     | 36,858 s  |
| 2     | Sam Willoughby   | + 0,037 s |
| 3     | Māris Štrombergs | + 0,242 s |
| 4     | Nicholas Long    | + 0,323 s |
| 5     | Carlos Oquendo   | + 0,362 s |
| 6     | Liam Philips     | + 0,378 s |
| 7     | Carlos Ramírez   | + 0,521 s |
| 8     | Anthony Dean     | + 0,663 s |

### Juniorinnen
Es gab 24 Fahrerinnen aus 19 Nationen.
| Platz | Name             | Zeit           |
| ----- | ---------------- | -------------- |
| 1     | Ruby Huisman     | 45,664 s       |
| 2     | Natalia Afremowa | + 0,631 s      |
| 3     | Silje Fiskebekk  | + 0,877 s      |
| 4     | Sae Hatakeyama   | + 1,167 s      |
| 5     | Merel Smulders   | + 1,320 s      |
| 6     | Maria Restrepo   | + 3,797 s      |
| 7     | Mégane Bélanger  | + 9,003 s      |
| 8     | Beth Shriever    | + 1:04,416 min |

| Platz | Name             | Zeit      |
| ----- | ---------------- | --------- |
| 1     | Merel Smulders   | 44,494 s  |
| 2     | Beth Shriever    | + 0,239 s |
| 3     | Ruby Huisman     | + 0,338 s |
| 4     | Maria Restrepo   | + 1,717 s |
| 5     | Silje Fiskebekk  | + 2,330 s |
| 6     | Paola Reis       | + 2,500 s |
| 7     | Natalia Afremowa | + 3,269 s |
| 8     | Vineta Pētersone | + 5,901 s |

### Junioren
Es gab 61 Fahrer aus 22 Nationen.
| Platz | Name                     | Zeit       |
| ----- | ------------------------ | ---------- |
| 1     | Maynard Peel             | 38,931 s   |
| 2     | Mathis Ragot-Richard     | + 0,360 s  |
| 3     | Cédric Butti             | + 0,620 s  |
| 4     | Alex Tougas              | + 1,034 s  |
| 5     | Leonardo Arango          | + 1,342 s  |
| 6     | Jye Hombsch              | + 1,964 s  |
| 7     | Kevin van de Groenendaal | + 2,669 s  |
| 8     | Justin Kimmann           | + 25,525 s |

| Platz | Name                 | Zeit      |
| ----- | -------------------- | --------- |
| 1     | Mathis Ragot-Richard | 38,494 s  |
| 2     | Andrew Hughes        | + 0,119 s |
| 3     | Charles Borel        | + 0,185 s |
| 4     | Alex Tougas          | + 0,420 s |
| 5     | Joshua Boyton        | + 1,413 s |
| 6     | Cédric Butti         | + 1,634 s |
| 7     | Leonardo Arango      | + 2,171 s |
| 8     | Jye Hombsch          | + 3,488 s |

## Medaillenspiegel
| Platz  | Land               | Gold | Silber | Bronze | Gesamt |
| ------ | ------------------ | ---- | ------ | ------ | ------ |
| 1      | Niederlande        | 3    | 2      | 1      | 6      |
| 2      | Frankreich         | 2    | 1      | 1      | 4      |
| 3      | Australien         | 1    | 3      | 0      | 4      |
| 4      | Kolumbien          | 1    | 0      | 1      | 2      |
| 5      | Neuseeland         | 1    | 0      | 0      | 1      |
| 6      | Großbritannien     | 0    | 1      | 0      | 1      |
| 6      | Russland           | 0    | 1      | 0      | 1      |
| 8      | Vereinigte Staaten | 0    | 0      | 2      | 2      |
| 9      | Lettland           | 0    | 0      | 1      | 1      |
| 9      | Norwegen           | 0    | 0      | 1      | 1      |
| 9      | Schweiz            | 0    | 0      | 1      | 1      |
| Gesamt | Gesamt             | 8    | 8      | 8      | 24     |